# Acanthoscurria chiracantha
Acanthoscurria chiracantha är en spindelart som beskrevs av Cândido Firmino de Mello-Leitão 1923. 
Acanthoscurria chiracantha ingår i släktet Acanthoscurria och familjen fågelspindlar. Inga underarter finns listade i Catalogue of Life.